# هيكاتيس ثولوس (المريخ)
هيكاتيس ثولوس (بالإنجليزية: Hecates Tholus)‏، هو بركان يقع على سطح كوكب المريخ، وحسب ما تشير إليه بيانات مهمة مارس إكسبريس التابعة لوكالة الفضاء الأوروبية فإن ثوران كبير حصل لهذا البركان قبل 350 مليون سنة، نتج عنه كالديرا (بحيرة بركانية) بقطر 10 كـم (6.2 ميل)، كما أُقترح بأن رواسب أنهار الجليدية ملأت جزئياً هذه الكاديرا والمنخفضات المجاورة لها، حسب عدد فوهات التصادم فيرجح أن ذلك حدث خلال 5-20 مليون سنة مضت، مع ذلك تظهر النماذج المناخية أن الثلج في هيكاتيس ثولوس غير مستقر اليوم، مما يدل على حصول تغيرات مناخية منذ أن كانت الأنهار الجليدية لا تزال نشطة، كما تبين أن عمر هذه الأنهار تتوافق مع الفترة التي زاد فيها ميلان محور دوران كوكب المريخ.
يمتد البركان إلى قطر 182 كـم (113 ميل) ويقع في منطقة إيليسيوم [الإنجليزية] البركانية، وتحديداً إلى أقصى شمال براكين إيليسيوم الأخرى "إيليسيوم مونس [الإنجليزية]" و"البور ثولوس [الإنجليزية]"، ضمن "رباعي سيبرينيا [الإنجليزية]".

## أصل التسمية
في نظام تسمية الكواكب، تشير كلمة "ثولوس [الإنجليزية]" الإغريقية الأصل إلى البراكين أو التلال الصغيرة ذات شكل القبة.
بينما اسم هيكاتيس فهو مقتبس من هيكاتي، اسم لإلهة إغريقية للسحر والشعوذة وإستحضار الأرواح.

## الصور

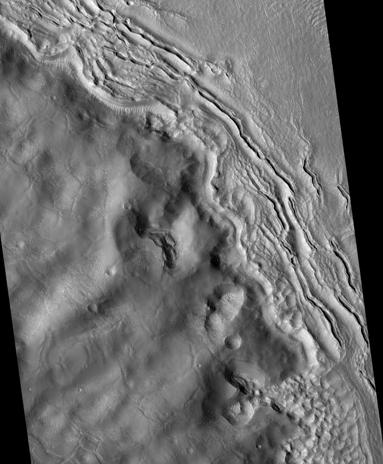
حواف فوهة هيكاتيس ثولوس.
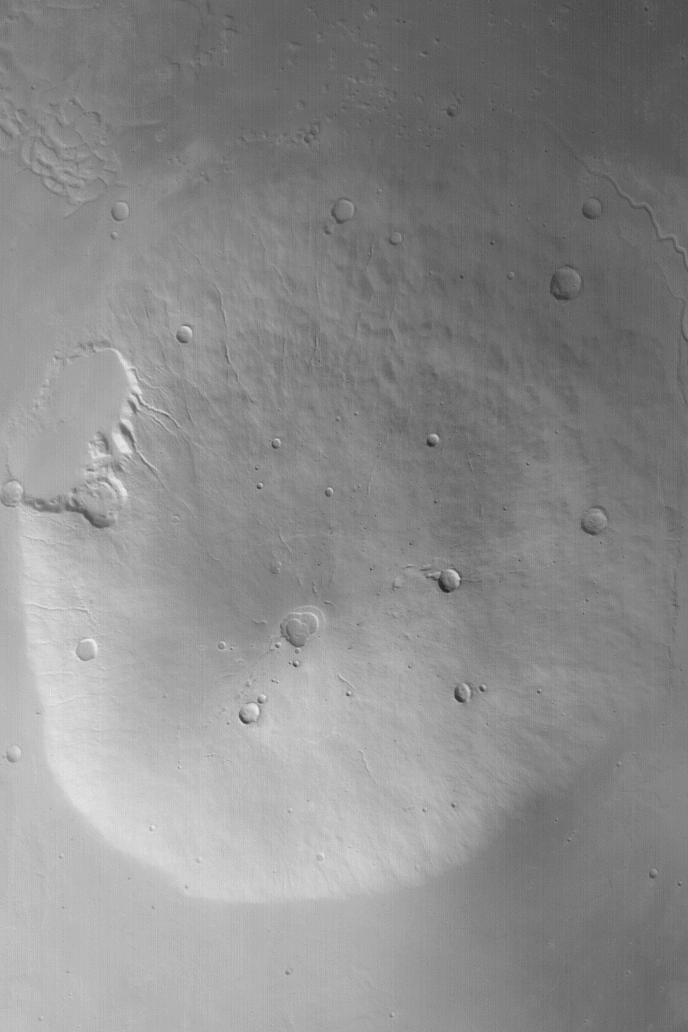
صورة لبركان هيكاتيس ثولوس كما إلتقطتها كامير المريخ المدارية من خلال مهمة الماسح الشامل للمريخ.
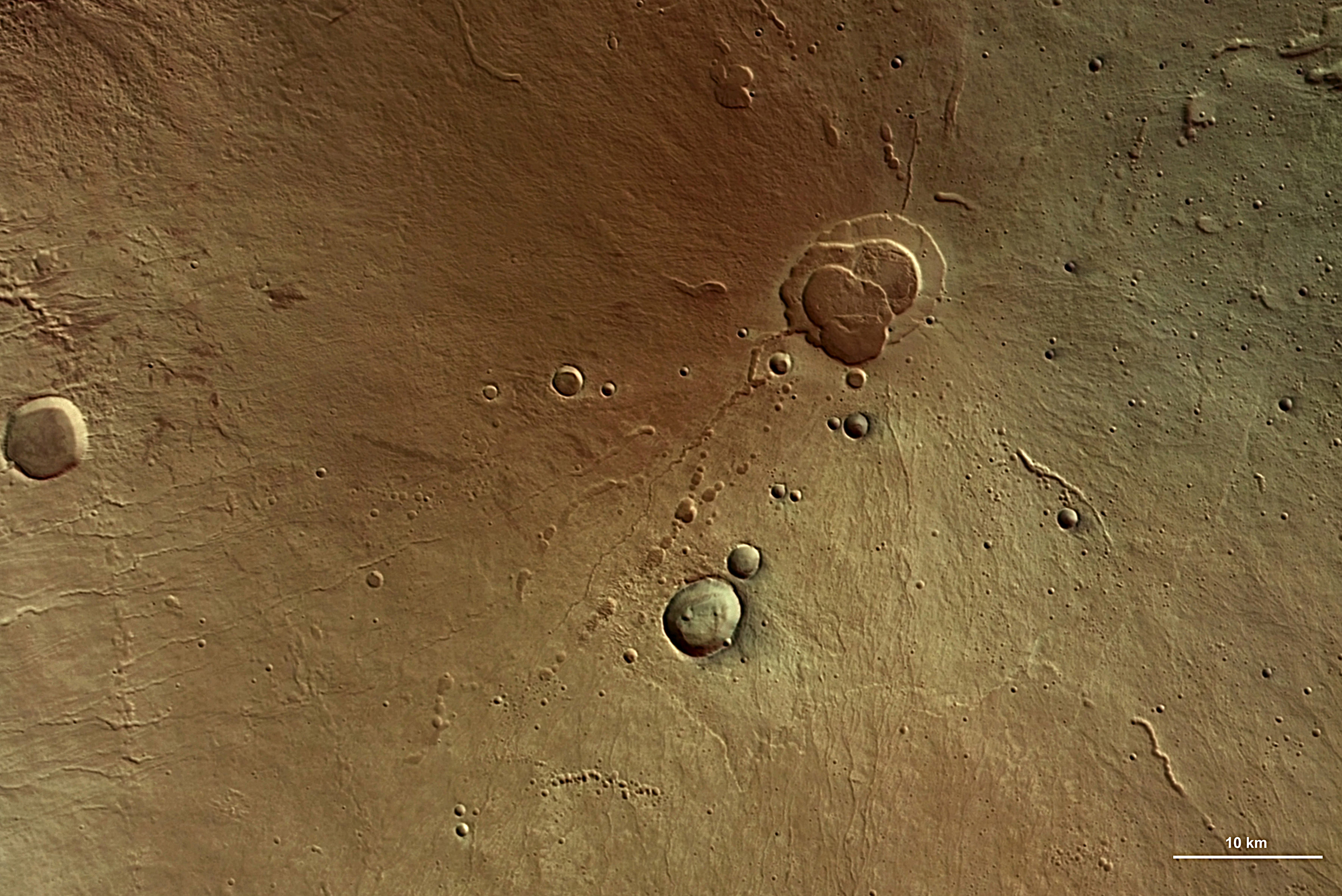
صورة ملونة لبركان هيكاتيس ثولوس إلتقطت من قبل مهمة مارس إكسبريس.

## روابط خارجية
- موقعه على خرائط غوغل للمريخ
- هيكاتس ثولوس بمنظور ثلاثي الأبعاد من قبل مارس إكسبريس
- صفحة هيكاتيس ثولوس في معجم التراث الكوكبي.